# Независима Македония (1932, софийски вестник)
Вижте пояснителната страница за други значения на Независима Македония.
„Независима Македония“ е български вестник, излизал в София, България, в 1932 година.
Вестникът излиза вместо временно спрения „Македония“. Печата се в печатница „Преса“. Запазен е първи брой от 2 февруари 1932 г. Вестникът подкрепя михайловисткото крило на ВМРО.